# Planalto (Paraná)
Planalto is een gemeente in de Braziliaanse deelstaat Paraná. De gemeente telt 13.983 inwoners (schatting 2009).

## Aangrenzende gemeenten
De gemeente grenst aan Ampére, Capanema, Pérola d'Oeste en Realeza.

### Landsgrens
En met als landsgrens aan de gemeente Comandante Andresito in het departement General Manuel Belgrano in de provincie Misiones met het buurland Argentinië.